# Boteå socken
Boteå socken i Ångermanland ingår sedan 1974 i Sollefteå kommun och motsvarar från 2016 Boteå distrikt.
Socknens areal är 192,20 kvadratkilometer, varav 181,00 land. År 2000 fanns här 599 invånare. Sockenkyrkan Boteå kyrka ligger i socknen. 

## Administrativ historik
Boteå socken har medeltida ursprung.
Vid kommunreformen 1862 övergick socknens ansvar för de kyrkliga frågorna till Boteå församling och för de borgerliga frågorna bildades Boteå landskommun. Landskommunen utökades 1952 och uppgick 1974 i Sollefteå kommun. Gålsjö bruksförsamling utbröts 1773 men betraktas sedan 1935 inte längre som en egen församling.
1 januari 2016 inrättades distriktet Boteå, med samma omfattning som församlingen hade 1999/2000.  
Socknen har tillhört fögderier, tingslag och domsagor enligt vad som beskrivs i artikeln Ångermanland.  De indelta båtsmännen tillhörde Andra Norrlands förstadels båtsmanskompani.

## Geografi
Boteå socken ligger kring Ångermanälven med huvuddelen på dess östra sida. Socknen har odlingsbygd vid älven och är i övrigt en kuperad sjörik skogsbygd.
Länsvägarna 334 samt 335 går genom socknen, på Ångermanälvens nordöstra sida. Sockens sydöstra och östra del berörs även av Botniabanan. På älvens sydvästra sida går Ådalsbanan genom socknen.

### Geografisk avgränsning
Cirka 10 km² av socknens område ligger i en kil på Ångermanälvens sydvästra sida. I denna kil ligger byarna Macked samt Skadom, den senare med plantskola. I "kilens" spets mot sydväst ligger Simsjön (87 m ö.h.).
Socknen gränsar här i sydväst mot Torsåkers socken samt (på en sträcka av blott 300 meter) mot Dals socken. De båda sistnämnda socknarna ligger i Kramfors kommun.
I nordväst ligger Överlännäs socken och i norr gränsar Boteå mot Skorpeds socken samt mot Sidensjö socken. Båda ligger i Örnsköldsviks kommun. Boteå sockens nordligaste punkt ligger strax norr om Bastusjön (212 m ö.h.). Här ligger tillika "tresockenmötet" Boteå-Skorped-Sidensjö. I nordost och i ost gränsar socknen mot Styrnäs socken i Kramfors kommun.
Större byar i socknens huvudbygd nordost om älven i trakten av Boteå kyrka är Grillom, Boteå kyrkby samt Undrom. Här ligger även småbyar som Följa, Sunnersta, Stöndar, Arlom, Offer, Törsta samt Kalknäs.
Ungefär mitt i socknens skogsdel, som till stor del är obefolkad med undantag för några fäbodar, ligger Gålsjö bruk.

## Fornlämningar
Man har anträffat cirka 80 gravhögar från järnåldern. Av dessa är cirka 50 bevarade. Ett 30-tal har blivit bortodlade. Fångstgropar finns i skogsmarkerna. Vid Undrom har man gjort fynd av silver från vikingatiden.

## Namnet
Namnet (1344 Botum) innehåller plural av bot, 'en relativt liten inskärning, som är avsedd som landningplats' syftande på vikar vid Ångermanälven.

## Befolkningsutveckling
| Befolkningsutvecklingen i Boteå socken 1750–1990                                                                                          | Befolkningsutvecklingen i Boteå socken 1750–1990 | Befolkningsutvecklingen i Boteå socken 1750–1990 | Befolkningsutvecklingen i Boteå socken 1750–1990 | Befolkningsutvecklingen i Boteå socken 1750–1990 |
| --- | ------------------------------------------------ | ------------------------------------------------ | ------------------------------------------------ | ------------------------------------------------ |
| |                                                  |                                                  |                                                  |                                                  |
| År |                                                  |                                                  | Folkmängd                                        |                                                  |
| 1750 | 1750                                             |                                                  | 499                                              |                                                  |
| 1760 | 1760                                             |                                                  | 595                                              |                                                  |
| 1769 | 1769                                             |                                                  | 625                                              |                                                  |
| 1780 | 1780                                             |                                                  | 626                                              |                                                  |
| 1800 | 1800                                             |                                                  | 714                                              |                                                  |
| 1810 | 1810                                             |                                                  | 732                                              |                                                  |
| 1820 | 1820                                             |                                                  | 714                                              |                                                  |
| 1830 | 1830                                             |                                                  | 867                                              |                                                  |
| 1840 | 1840                                             |                                                  | 931                                              |                                                  |
| 1850 | 1850                                             |                                                  | 1 106                                            |                                                  |
| 1860 | 1860                                             |                                                  | 1 201                                            |                                                  |
| 1870 | 1870                                             |                                                  | 1 204                                            |                                                  |
| 1880 | 1880                                             |                                                  | 1 404                                            |                                                  |
| 1890 | 1890                                             |                                                  | 1 566                                            |                                                  |
| 1900 | 1900                                             |                                                  | 1 789                                            |                                                  |
| 1910 | 1910                                             |                                                  | 1 849                                            |                                                  |
| 1920 | 1920                                             |                                                  | 1 727                                            |                                                  |
| 1930 | 1930                                             |                                                  | 1 693                                            |                                                  |
| 1940 | 1940                                             |                                                  | 1 567                                            |                                                  |
| 1950 | 1950                                             |                                                  | 1 289                                            |                                                  |
| 1960 | 1960                                             |                                                  | 1 100                                            |                                                  |
| 1970 | 1970                                             |                                                  | 815                                              |                                                  |
| 1980 | 1980                                             |                                                  | 699                                              |                                                  |
| 1990 | 1990                                             |                                                  | 689                                              |                                                  |
| Anm: Tabellen inkluderar Gålsjö bruk. Källor: Umeå universitet - Tabellverket 1749-1859, Demografiska databasen, CEDAR, Umeå universitet. |                                                  |                                                  |                                                  |                                                  |